# Economia da Alemanha Nazista

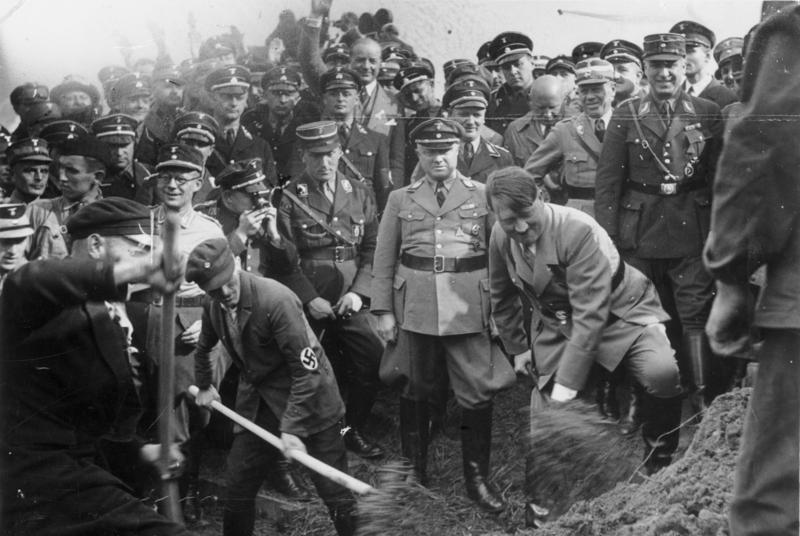
Adolf Hitler numa cerimônia de construção das Autobahn, em setembro de 1933.

Nos primeiros anos do regime nazista ou nazi, a economia da Alemanha recuperou-se e cresceu de maneira extremamente rápida, o que foi considerado "um milagre" por muitos economistas, muito embora tenha se manifestado de maneira desigual. O desemprego de 1920 e do início de 1930 foi reduzido de seis milhões de desempregados em 1932 para menos de um milhão em 1936. A produção nacional cresceu 102%, de 1932 a 1937, e a renda nacional dobrou. Em 1933 a política econômica nazista ditada pelo Ministro da Economia Dr. Hjalmar Schacht queria diminuir o desemprego por meio da expansão de obras públicas e do estímulo a empresas privadas. O crédito governamental foi fornecido pela criação de fundos especiais de desemprego, concedeu-se isenção de impostos às empresas que aumentassem o emprego e seus gastos de capital em 1935, 1936, 1937 e 1938 o PIB alemão cresceu a uma taxa de 9% ao ano atingindo um crescimento de 11% em 1939. O governo alemão se declarava na época um defensor da livre iniciativa e da propriedade privada. Uma das principais bases da recuperação alemã foi o rearmamento, para o qual o regime nazista dirigiu sua força econômica, a indústria e o trabalho a partir de 1934. Sendo conhecido como Wehrwirtschaft (economia de defesa), que devia funcionar em tempos de paz e guerra e no período que antecede a guerra.
Um plano de quatro anos foi criado em 1936 para conquistar a autossuficiência em caso de guerra, a força aérea (Luftwaffe), proibida desde 1919, foi reconstituída, teve igualmente início a reconstrução da Kriegsmarine (Marinha) alemã. Hitler reintroduziu o serviço militar obrigatório em 1935, após a devolução da bacia do Sarre (rio na França e Alemanha, sob administração da Liga das Nações desde o final da Primeira Guerra Mundial). Fritz Sauckel era o responsável pelo fornecimento de mão-de-obra estrangeira para a indústria alemã, principalmente a indústria de armamentos, o número de trabalhadores era definido por Hitler e Albert Speer, Ministro do Armamento. A operação de escravização recrutou 5 milhões de pessoas de outros países, das quais somente 200 000 foram de vontade própria. Foi a maior operação de trabalho escravo da história. A economia alemã, assim como outras de nações ocidentais, sofreu grandes efeitos da Grande Depressão, como o aumento no desemprego após a Quinta-Feira Negra. Quando Adolf Hitler se tornou chanceler em 1933, ele introduziu políticas destinadas a melhorar a economia. Essas mudanças incluíam privatização de indústrias nacionais, autarquia e impostos incidentes sobre bens importados. Salários tiveram um aumento líquido por volta de 10,9% durante esse período. No entanto, um comércio internacional reduzido implicou em racionamentos de bens de consumo como aves, frutas e vestimenta para muitos alemães.
Os nazistas acreditavam na guerra como a principal força motriz para o progresso humano, e afirmavam que o principal propósito da economia de um país deveria ser permitir que este lute e vença guerras para se expandir. Com isso em mente, quase que imediatamente após chegar ao poder, um vasto programa de rearmamento militar foi executado, o que causou uma diminuição em investimentos civis. Durante a decáda de 30, a Alemanha Nazista aumentou seus gastos militares mais rápido do que qualquer outro estado em tempos de paz, e eventualmente o exército passou a representar a maior parte da economia alemã na década de 40. Isso foi financiado principalmente por endividamentos anteriores à guerra, com os nazistas acreditando que essas dívidas seriam quitadas a partir da pilhagem de territórios conquistados durante e depois da guerra. Tais planos de pilhagem até aconteceram, mas seus resultados ficaram aquém do planejado. O governo nazista instituiu parcerias com interesses de grandes corporações alemãs, as quais apoiaram os objetivos do regime e seu esforço de guerra em troca de contratos com benefícios, subsídios, e a supressão do movimento sindical. Carteis e monopólios eram incentivados para a desvantagem de pequenos negócios, apesar dos nazistas terem recebido um considerável apoio eleitoral de pequenos comerciantes.
A Alemanha Nazista utilizou de trabalho escravo, composto de prisioneiros e detentos de campos de concentração, os quais foram expandidos fortemente após o começo da segunda guerra mundial. Somente na Polônia, por volta de 5 milhões de cidadãos (incluindo judeus poloneses) foram usados como mão de obra escrava durante a guerra. Entre os trabalhadores escravizados nos territórios ocupados, centenas de milhares foram usados por grandes corporações alemãs como Thyssen, Krupp, IG Farben, Bosch, Blaupunkt, Daimler-Benz, Demag, Henschel, Junkers, Messerschmitt, Siemens, e Volkswagen, assim como a empresa holandesa Philips. Em 1944, a mão de obra escrava já equivalia a um quarto de toda a força de trabalho alemã, com a maioria das fábricas alemãs possuindo um contingente de prisioneiros.

## Economia pré-guerra: 1933–1939

### Recuperação e reamarmento
Os nazistas chegaram ao poder durante a Grande Depressão. A taxa de desemprego naquele período chegou a alcançar 30%. Num primeiro momento, o novo governo nazista continuou as políticas econômicas introduzidas por Kurt von Schleicher em 1932 para combater os efeitos da Grande Depressão.
Hitler nomeou Hjalmar Schacht, ex-membro do Partido Democrata Alemão, como presidente do Reichsbank em 1933 e Ministro da Economia em 1934. As políticas adotadas por ele incluíam programas de grandes obras públicas - como a construção da rede de estradas Autobahn - para estimular a economia e diminuir o desemprego. Esses planos, cujos créditos foram tomados pelos nazistas, foram elaborados durante a República de Weimar, na presidência do conservador Paul von Hindenburg. Hjalmar Schacht criou um plano de déficit financeiro no qual o capital projetado era pago através da emissão de notas promissórias, as quais podiam ser usadas para efetuar negócios entre companhias. Esse mecanismo foi extremamente útil em permitir que a Alemanha prosseguisse com seu projeto de remilitarização discretamente, já que as notas promissórias emitidas não constavam no orçamento federal. Quando as notas eram apresentadas para pagamento, o Reichsbank imprimia o dinheiro. Isso se provou falho em 1938, quando uma grande quantidade de notas promissórias de cinco anos foram utilizadas. O governo teve que usar métodos "altamente duvidosos", nos quais "bancos foram forçados a comprar títulos do governo, o qual utilizou dinheiro de poupanças e companhias de seguro" a fim de pagar os detentores das notas promissórias, devido principalmente a escassez de reservas de moeda. Enquanto isso, a administração de Schacht alcançou uma rápida diminuição na taxa de desemprego, a maior registrada durante a Grande Depressão.  Em 1938 o desemprego estava praticamente extinto.
A maior prioridade econômica do governo nazista, a qual o diferencia de outros governos alemães, era reconstruir o poderio militar da Alemanha em preparação para uma eventual guerra para conquistar o Lebensraum ("espaço da vida") ao Leste.  Logo, no começo do seu governo, Hitler dizia que "o futuro da Alemanha dependia exclusivamente e somente na reconstrução do Wehrmacht. Todas as outras atividades deviam ceder lugar à remilitarização" e "caso haja conflito entre demandas do Wehrmacht e demandas de outros propósitos, os interesses do Wehrmacht devem ter prioridade em todos os casos". Essa política foi implementada imediatamente, com o rápido crescimento de gastos militares, os quais eram muito maiores do que gastos relacionados a programas de criação de emprego. Em meados de Junho de 1933, predições de gastos militares para aquele ano eram três vezes maiores do que todos os gastos de medidas relacionadas à criação de emprego de 1932 e 1933 juntas. A Alemanha Nazista aumentou seus gastos militares de maneira tão intensa que estes passaram de 1% a 10% da renda nacional nos primeiros dois anos do regime. Em 1944 esse gastou chegou a um pico de 75%.
Um ambicioso planejamento financeiro destinado à remilitarização foi elaborado pelo governo nazista em Junho de 1933. Schacht destinou em torno de 35 bilhões de Reichsmarks, os quais foram gastos ao longo de oito anos, para despesas militares.  Para fins de comparação, toda a renda nacional da Alemanha em 1933 equivalia a 43 bilhões de Reichsmarks. Dessa maneira, é clara a proposta do governo de tornar o setor militar o maior foco da economia. Em Abril, gastos militares receberam autorização para serem dispensados de processos padrões de supervisão orçamentária.  As obrigações decorrentes de tratados internacionais não permitiam tais investimentos no setor militar em tamanha quantidade. Logo, Hitler se retirou das reuniões de Genebra e das Liga das Nações em Outubro de 1933. O governo alemão temeu que tal ato pudesse provocar uma guerra com a França a qualquer momento, mas isso não ocorreu. De qualquer maneira, o medo de que a guerra pudesse acontecer antes que a Alemanha estivesse preparada serviu para criar uma sensação de urgência, a qual reforçou os planos de remilitarizaçào. O exército e a marinha rapidamente se preparam para expandir sua capacidade e mão de obra. Planos foram feitos para construir secretamente uma base aérea (ato proibido pelo Tratado de Versalhes (1919)) e para a introdução do alistamento no exército nos dois anos seguintes, com o intuito de aumentar o contingente do exército para 300,000 soldados (também uma violação do Tratado de Versalhes). Num primeiro momento, a marinha não se viu tão beneficiada nos planos de remilitarização de Hitler, pois este desejava travar uma guerra em terra firme na Europa e até almejava uma aliança com o Império Britânico, por meio da qual este manteria o controle dos mares. Contudo, após insistências feitas pelo almirante Erich Raeder, medidas para a expansão da marinha foram aprovadas em 1934. Isto incluiu um planejamento para a construção de 8 encouraçados (Versalhes permitiam um máximo de 6), 3 porta-aviões, 8 cruzeiros (Versalhes permitia 6), 48 contratorpedeiros (Versalhes permitiram 12) e 72 submarinos (completamente proibidos pelo tratado). O tamanho sem precedentes do orçamento militar era impossível de ser escondido de fiscais internacionais. Todavia, Hitler argumentava que a Alemanha estava "comprometida apenas na manutenção de setores essenciais e em gastos com renovações".
O enorme aumento dos gastos militares foi financiado em grande parte através de dívidas, incluindo notas promissórias. Entre 1933 e 1939, a receita total do governo alemão somou 62 bilhões de Reichsmarks, enquanto seus gastos, dos quais 60% representavam despesas relacionadas à remilitarização, ultrapassavam 101 bilhões, o que aumentou a divida nacional, a qual chegou a alcançar o valor de 38 bilhões. Joseph Goebbels, que chegou a zombar de especialistas financeiros do governo, mas expressou preocupação sobre o grande déficit no seu diário. Hitler e sua equipe econômica esperavam que a expansão territorial fosse capaz de pagar a dívida adquirida através das riquezas e mão de obra das nações conquistadas.
Foi criada uma elaborada burocracia afim de regular importações de matérias-primas e bens manufaturados, cujo objetivo era eliminar a competição estrangeira no mercado alemão e melhorar a balança de pagamentos. Os nazistas encorajaram o desenvolvimento de substitutos sintéticos para materiais como derivados do petróleo.  Devido ao cenário de oferta abundante e baixo preço do petróleo, em 1933 o governo nazista fez um acordo de divisão de lucros com a empresa química IG Farben, garantindo a estes um retorno de 5% sobre o capital investido na sua planta de derivados sintéticos de petróleo. Qualquer lucro acima dessa quantia seria direcionado ao governo. Em 1936, a empresa química se arrependeu de tal acordo, já que o excesso de lucros foi destinado ao governo. 
Em Junho de 1933, o chamado "Programa Reinhadt" para o desenvolvimento de infraestrutura foi apresentado. Ele continha incentivos indiretos, como reduções de impostos, com investimentos públicos diretos em canais, ferrovias e rodovias.  Iniciativas similares foram apresentadas logo depois, o que resultou numa intensa expansão da indústria de construção alemã. Entre 1933 e 1936, o número de empregados no setor de construções aumentou de apenas 666 000 para 2 000 000. Carros e outras formas de transportes motorizados se tornaram cada vez mais atraentes à população, o que causou um boom na indústria de motores alemã.  Todavia, a tentativa da Alemanha de chegar à autossuficiência significava impor restrições sobre moedas estrangeiras, o que causou escassez de produtos como borracha e combustível para usos civis em 1939 e resultou em "drásticas reduções no uso de veículos motorizados". 
Uma das razões para a política de privatização adotada pelos nazistas era sedimentar a parceria entre governo e interesses privados. Outro motivo foi o aspecto financeiro. Graças aos grandes gastos no setor militar, privatizações foram uma das maneiras arrecadar fundos. Entre os anos fiscais de 1934-35 e 1937-38, privatizações representaram 1,4% da receita do governo. Também houve motivações ideológicas. A ideologia nazista considerava o empreendedorismo muito importante, com "a propriedade privada vista como essencial para o desenvolvimento da criatividade de membros da raça germânica com o melhor dos interesses do povo em mente". Lideranças nazistas acreditavam que "a propriedade privada em si gerava incentivos para que gastos fossem mais eficientes e progressos técnicos ocorressem". Hitler utilizou argumentos do Darwinismo Social para justificar essas e outras medidas arbitrárias para sustentar inclusive seu patrimônio pessoal. Ele acreditava que "uma administração burocrática da economia" preservava os fracos e "representava um fardo para indústrias".
A situação da agricultura na República de Weimar e em grande parte do mundo era muito ruim. Na Alemanha as dívidas dos agricultores subiram para 12 bilhões, os juros destas dívidas, retiravam 14% de toda a renda agrícola, os agricultores deixaram de arrecadar um bilhão de marcos em 1924-1925. O partido nazista sempre desejou conquistar os agricultores, o ponto 17 do partido prometia-lhes "a reforma agrária (…), uma lei para o confisco de terra, sem indenização, para fins comuns, a abolição dos juros sobre os empréstimos agrícolas, e medidas para evitar a especulação (…) sobre a terra". Essas promessas (com exceção da última) nunca foram cumpridas.

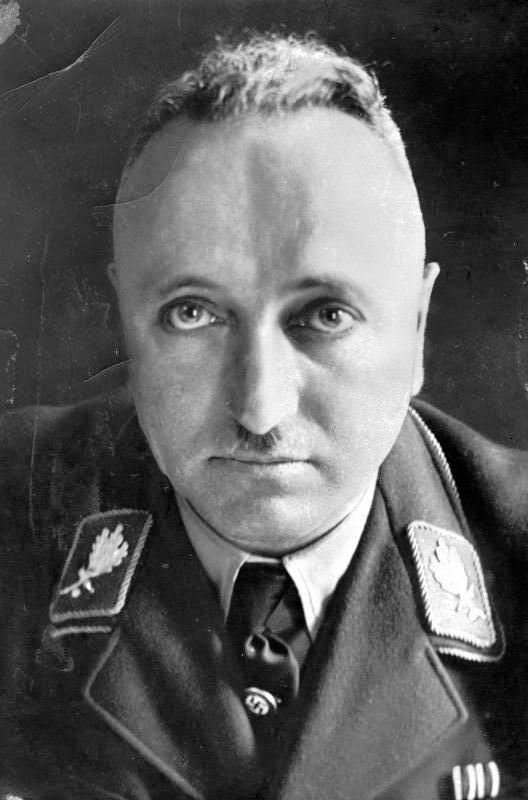
Robert Ley, chefe da Frente Alemã para o Trabalho.

Entretanto o regime nazista começou um novo programa agrícola chefiado por Richard Walter Darré, Ministro da Alimentação e da Agricultura, sob o slogan Blut und Boden (Sangue e Solo), Darré foi um notável especialista no assunto, já tendo servido nos ministérios da Prússia e do Reich, demitido por disputas com seus colegas, e escritor do livro "O lavrador como fonte vital da raça nórdica". Dárre decretou duas leis básicas em setembro que reorganizaram a estrutura da produção e venda no mercado, visando assegurar altos preços para os agricultores, e melhorando a renda do camponês. Também decretou uma medida de âmbito feudal, a Lei da Fazenda Hereditária de 29 de setembro de 1933, onde todas as fazendas com até 308 acres (125 hectares), capazes de sustentar uma família, foram consideradas fazendas hereditárias, que não poderiam ser vendidas, divididas, hipotecadas ou executadas por dívidas, com a morte do proprietário elas deviam ser passadas a um filho ou parente masculino mais próximo. O proprietário não poderia deixá-las para trabalhar em outro local. Somente um cidadão alemão que tivesse condição de provar sua pureza racial desde o século XIX podia possuir uma fazenda, sendo chamado de Bauer (Camponês), título que ele perderia se deixasse de cumprir a lei ou não trabalhasse na fazenda, mesmo que por questões de saúde ou deficiência, essa lei era largamente desobedecida, estima-se que de 1933-1939 1,3 milhão der agricultores deixaram suas fazendas para procurar empregos na indústria e comércio.
Dárre também criou o Departamento de Fomento Agrícola do Reich, que mantinha controle total sobre a agricultura e cujos dois principais objetivos eram obter preços estáveis e lucrativos para o agricultor e tornar a Alemanha auto-suficiente em alimentos. O primeiro objetivo foi atingido nos dois primeiros anos do regime nazista, onde os produtos agrícolas aumentaram 20% (os vegetais, laticínios e o gado tiveram um aumento relativamente maior)

### Privatizações e relações com empresários
A Grande Depressão estimulou o aumento da propriedade estatal na maioria dos países capitalistas ocidentais. Isso também aconteceu na Alemanha durante os últimos anos da República de Weimar. No entanto, privatizações em massa foram feitas quando os nazistas tomaram o poder. Diversos bancos, estaleiros, ferrovias, organizações de bem-estar social, entre outros, foram privatizados. O governo nazista acreditava que empreendimentos deveriam estar nas mãos de empresas privadas sempre que possível. Propriedades estatais foram evitadas, com exceção de quando eram absolutamente necessárias para assuntos relacionados à remilitarização e esforços de guerra, sendo que mesmo nesses casos "o Reich frequentemente insistiu na inclusão de uma cláusula em contratos a qual permitia à empresa que estava operando a planta comprá-la". Entre as companhias privatizadas, estavam os quatro maiores bancos comerciais da Alemanha. Outras empresas privatizadas foram Deutsche Reichsbahn (empresa ferroviária e maior empreendimento público do mundo na época), Vereinigte Stahlwerke A.G. (segunda maior sociedade anônima da Alemanha) e Vereinigte Oberschlesische Hüttenwerke AG (indústria de aço). O governo também vendeu várias empresas de construção naval e beneficiou serviços privados às custas de empresas de serviços públicos de propriedade municipal. Serviços públicos antes executados pelo governo também foram privatizados, especialmente serviços sociais, cuja administração passou a ser feita por empresas afiliadas ao partido nazista e tinham o compromisso de promover políticas raciais.
Muitos líderes empresariais foram favoráveis à ascensão de Hitler devido às suas posições anticomunistas e anti-sindicalista. No mês seguinte à sua nomeação como chanceler, Hitler fez um apelo pessoal a grandes empresários alemães para que estes ajudassem a financiar o partido nazista nos meses cruciais que se seguiriam. Ele afirmava que deveria ser apoiado ao estabelecer uma ditadura pois "a iniciativa privada não pode ser mantida em tempos de democracia" e que esta eventualmente levaria ao comunismo. Nas semanas que seguiram, o partido nazista recebeu doações de dezessete grupos empresariais diferentes, sendo a maior proveniente da IG Farben e do Deutsche Bank.  Muitos desses negócios continuaram a apoiar Hitler durante a guerra e até lucraram com a perseguição feita contra os judeus. Sendo as mais famosas Krupp AG, IG Farben e algumas grandes montadoras automobilísticas. O historiador Adam Tooze escreveu que os empresários alemães foram, dessa forma, "parceiros na destruição do pluralismo político da Alemanha".  Em troca, dirigentes do setor empresarial foram agraciados com poderes sem precedentes para controlar sua força de trabalho, negociações coletivas foram extintas e salários foram congelados num patamar relativamente baixo.  Lucros cresceram rapidamente, assim como investimentos privados.
Os nazistas concederam milhões de marcos em crédito para empresas privadas. Muitos empresários mantinha relações próximas com os nazistas, principalmente com Heinrich Himmler. A administração de Hitler decretou em Outubro de 1937 uma política que "extinguia todas as corporações com capital inferior a $4 0 000 e proibiu a criação de novos empreendimentos cujo capital inicial fosse menor do que $ 200 000, o que rapidamente acabou com um quinto de todos os pequenos negócios do país". Em 15 de Julho de 1933, uma lei que obrigava a adesão à carteis foi aprovada. Em 1934 o Terceiro Reich ordenou a reorganização de todas as empresas e associações comerciais e consolidou uma aliança com o regime nazista. O regime nazista fechou boa parte das bolsas de valores alemãs e "limitou a distribuição de dividendos a 6 por cento". Em 1936, a Alemanha havia decretado leis que bloqueavam completamente o comércio de ações estrangeiras por cidadãos. Tais ações continham sinais de Antissemitismo e iam na direção de uma economia de guerra, com a crença que o mercado de ações era operado por judeus.

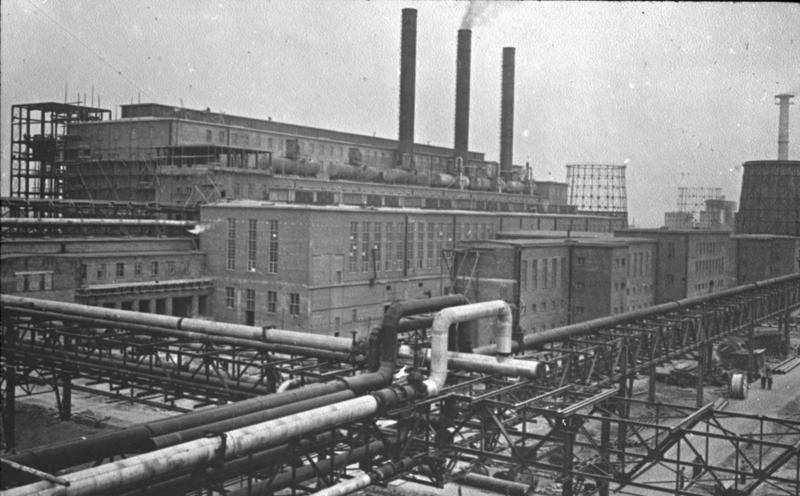
Uma fábrica da IG Farben no campo de concentração de Monowitz.

A retorica do regime nazista defendia que empresas privadas alemãs seriam protegidas e beneficiadas, desde que apoiassem os objetivos econômicos do governo - normalmente relacionados à indústria militar - mas as mesmas poderiam enfrentar duras penalidades caso fossem contra o interesse nacional. No entanto, tais ameaças raramente se concretizavam, pois "companhias normalmente podiam recusar um contrato do estado sem grandes consequências". Em muitas ocasiões empresas privadas recusaram contratos do governo. Em 1937, de Wendel (empresa de mineração de carvão) recusou construir uma planta de hidrogenação. Em 1939, IG Farben recusou um pedido do governo para aumentar sua produção de determinado material e também se recusou a investir numa fábrica de borracha sintética, mesmo esta sendo um projeto importante para o regime. Froriep GmbH, que produzia máquinas para a indústria de armas, teve suas demandas de crédito mais barato atendidas pelo governo com a ameaça de reduzir investimentos caso contrário. O governo normalmente utilizava estratégias de incentivos monetários, como lucro garantido, para persuadir empresas a apoiarem seus objetivos e liberdades contratuais eram geralmente respeitadas, mesmo em projetos importantes para a guerra. De acordo com os historiadores Cristoph Buchheim e Jonas Schemer, as razões pelas quais algumas vezes esses incentivos eram recusados tinham como raiz considerações sobre lucrabilidade a longo prazo. Muitas empresas temiam uma expansão demasiada que poderia se tornar um problema caso o boom armamentista chegasse a um fim. Elas não desejavam se comprometer demais a uma produção relacionada à guerra a longo prazo.

### Políticas sociais
Os nazistas eram contrários ao Estado de bem-estar social em princípio. Ao invés disso, eles seguiam o conceito de darwinismo social que diz que os fracos deveriam perecer. Por acreditarem nesses princípios, os nazistas repudiavam a República de Weimar assim como organizações de caridade, os acusando de ajudar pessoas consideradas racialmente inferiores e fracas, as quais deveriam ser excluídas através do processo de seleção natural. No entanto, confrontados com desemprego em massa e pobreza surgidos a partir da Grande Depressão, os nazistas instituíram instituições de caridade afim de ajudar alemães "racialmente puros", com o intuito de manter o apoio da população e argumentando que tal medida representava uma "ajuda para a própria raça" e não caridade indiscriminada ou bem estar social universal. Portanto, programas como Winterhilfswerk e Nationalsozialistische foram elaborados de maneira similar a instituições privadas, oficialmente sendo dependentes de doações de alemães para fornecer ajuda àqueles racialmente semelhantes - embora na prática aqueles que se recusassem a doar poderiam enfrentar consequências severas. Ao contrário dos programas sociais da República de Weimar e de instituições de caridade alemães, os programas assistenciais nazistas eram fornecidos a partir de critérios raciais. Para poder fazer parte do programa, o indivíduo deveria ser "racialmente puro, capaz, politicamente confiável, estar disposto a trabalhar e ter intenção de capacidade de se reproduzir". Não-arianos foram excluídos, assim como doentes. Esforços bem sucedidos foram feitos afim incentivar mulheres da classe média a trabalhar em programas sociais que auxiliavam grandes famílias. Tais programas também ajudaram a servir de propaganda para ganhar a simpatia da população. Enquanto isso, além de não receber auxílio desses programas, deficientes e moradores de rua foram ativamente perseguidos, sendo taxados como "vida não merecedora de vida" ou de "bocas inúteis".
O governo nazista baniu todos os sindicatos que existiam antes deles chegarem ao poder, e os substituiu pela Frente Alemã para o Trabalho (DAF), controlada pelo partido nazista. Eles também proibiram greves e protestos. O principal objetivo da Frente Alemã para o Trabalho não era de proteger os trabalhadores, mas sim de aumentar a produção, sendo constituída por patrões e empregados. O jornalista e historiador William L. Shirer escreveu que "a DAF era uma grande organização de propaganda... uma fraude gigantesca". A renda anual das contribuições obrigatórias dos operários para Frente do Trabalho chegou a US$ 160 milhões em 1937 e US$ 200 milhões em 1939. A Frente do Trabalho não era uma organização independente, mas subordinada ao partido nazista, que conforme a lei de 24 de outubro de 1933 deveria ser formada por funcionários do partido, da SA., SS., ou outros órgãos nazistas.
A Lei Reguladora do Trabalho de 20 de janeiro de 1934, chamada de Carta do Trabalho, cedeu vastos poderes ao patrão, convertendo-o no "líder da empresa" e os empregados nos "subordinados" ou Gefolgschaft. O parágrafo 2º dizia que "o líder da empresa tomava as decisões pelos empregados e trabalhadores, em todas as questões relacionadas com a empresa", também estabelecia que o líder da empresa fosse "responsável pela situação dos operários e funcionários", estipulando também que "os funcionários e trabalhadores devem-lhe [ao líder da empresa] fidelidade". Os salários dos operários eram fixados pelas juntas de trabalho, nomeadas pela Frente do Trabalho, que geralmente adotavam os valores de acordo com os desejos do patrão, sendo que os operários não eram consultados, embora depois de 1936, nas empresas de armamentos os patrões desejassem aumentar o salário a fim de atrair pessoal, mas os salários foram mantidos baixos por ordem do Estado. Hitler era favor da conservação dos salários baixos, tendo declarado no início do regime nazista "não permitir nenhum aumento do valor do salário-hora, mas elevar o rendimento somente por um aumento da atividade".
Enquanto isso, a Câmara Econômica (cujo presidente foi indicado pelo ministro da economia do Reich) absorveu todas as câmaras de comércio existentes. Em 1934, esses dois grupos se fundiram de certa maneira quando a Câmara de Economia também se tornou o departamento econômico da DAF. Para isso, foi criado um conselho de administração de representantes do Partido Nazista, da DAF e da Câmara de Economia para centralizar sua atividade econômica.
Quando se tratava de varejo e pequenos negócios, com o intuito de coordenar trabalhadores e pequenos empresários, foram criados conselhos de lojas e os chamados Tribunais de Honra para monitorar as unidades de varejo. Ao contrário do fascismo italiano, o nazismo via trabalhadores e patrões em cada empresa como famílias; cada um com papéis diferentes. Isso pode ser visto em sua estrutura tributária. Os nazistas permitiram que indústrias deduzissem da sua receita tributável todos os montantes usados para comprar novos equipamentos. Famílias ricas que possuíam uma empregada doméstica foram autorizadas a contar a esta como dependente e usufruir do benefício fiscal.

### Comércio exterior
Na década de 1930, os preços mundiais das matérias-primas (que constituíam a maior parte das importações alemãs) estavam em ascensão. Ao mesmo tempo, os preços mundiais de produtos manufaturados (principais exportações da Alemanha) estavam caindo, o que tornava cada vez mais difícil manter um balanço de pagamentos. Um grande déficit comercial parecia quase inevitável, mas Hitler achou essa perspectiva inaceitável. A Alemanha começou a se afastar do comércio parcialmente livre na direção da auto-suficiência econômica.
Hitler estava ciente do fato de que a Alemanha não tinha reservas de matérias-primas e, portanto, a auto-suficiência total era impossível. Assim, ele escolheu uma abordagem diferente. O governo nazista tentou limitar o número de seus parceiros comerciais e, quando possível, negociar apenas com países dentro da esfera de influência alemã. Um certo número de acordos comerciais bilaterais foram assinados entre a Alemanha e outros países europeus (principalmente países localizados no sul e sudeste da Europa) durante a década de 1930. O governo alemão incentivou fortemente o comércio com esses países, mas desestimulou o comércio com outros países.
No final da década de 1930, o objetivos da política comercial alemã era usar o seu poder econômico e político para tornar os países do sul da Europa e os Bálcãs dependentes da Alemanha. A economia alemã obteria matérias-primas daquela região, e os países em questão receberiam produtos manufaturados alemães em troca.A Alemanha também alavancaria relações comerciais produtivas com a Espanha, a Suíça e a Suécia em áreas que vão desde importações de minério de ferro até serviços de compensação e pagamento. Ao longo da década de 1930, as empresas alemãs também foram incentivadas a formar cartéis, monopólios e oligopólios, cujos interesses eram então protegidos pelo Estado, muito embora segundo Neumman o nazismo não era estruturado ou definido pela via estatal.

### Preparativos para guerra
Em 1936, depois de anos de limitações impostas pelo Tratado de Versalhes, os gastos militares na Alemanha aumentaram para 10% do PIB, acima de qualquer outro país europeu na época e, a partir de 1936, até mais do que os investimentos civis. Hitler enfrentou uma escolha entre recomendações conflitantes. De um lado, um grupo tecnocrático do "livre mercado" no governo, centrado no presidente do Reichsbank, Hjalmar Schacht, no ministro da Economia Walther Funk e no comissário do Price, Dr. Carl Friedrich Goerdeler, exigindo gastos militares reduzidos, livre comércio e moderação na intervenção do Estado na economia. Esse grupo foi apoiado por alguns dos principais executivos da Alemanha,como Hermann Duecher, da AEG, Robert Bosch, da Robert Bosch GmbH, e Albert Voegeler, da Vereinigte Stahlwerke. Do outro lado, o grupo mais politizado preferia políticas de auto-suficiência e manutenção dos gastos militares.Hitler hesitou antes de se aliar ao último grupo mencionado, o qual estava de acordo com seus princípios ideológicos fundamentais do nazismo: o darwinismo social e as políticas agressivas do Lebensraum. Assim, em agosto de 1936, Hitler emitiu seu "Memorando" solicitando a Hermann Göring uma série de planos anuais (o termo "Plano de Quatro Anos" foi cunhado somente em setembro) para mobilizar toda a economia nos próximos quatro anos e torná-la pronta para a guerra: maximizando políticas de auto-suficiência, mesmo a um alto custo para o povo alemão, e tendo as forças armadas totalmente operacionais e prontas no final do período de quatro anos.
Richard Overy argumentara sobre a importância do memorando pelo fato dele ter sido escrito pessoalmente por Hitler, quem não tinha o costume de escrever. O "Memorando do Plano de Quatro Anos" previa uma luta, a qual exigia um esforço total de rearmamento, independentemente dos custos econômicos, iminente e apocalíptica entre o "bolchevismo judeu" e o socialismo nacional alemão.

Hitler pediu que a Alemanha tivesse o "primeiro exército" do mundo em termos de poder de luta nos próximos quatro anos e que "a extensão dos nossos recursos usados para o desenvolvimento militar não pode ser considerada grande demais, nem seu ritmo rápido demais" e o papel da economia era de simplesmente apoiar "a auto-afirmação da Alemanha e a extensão de seu Lebensraum". Hitler escreveu ainda que, dada a magnitude da luta iminente, as preocupações expressas pelos membros do grupo do "livre mercado", como Schacht e Goerdeler, de que o nível atual de gastos militares estava levando à falência da Alemanha eram irrelevantes. Hitler escreveu que:
"Por mais equilibrado que seja o padrão geral da vida de uma nação, deve haver, em determinados momentos, certas perturbações do equilíbrio à custa de outras tarefas menos vitais. Se não conseguirmos tornar o exército alemão o mais poderoso do mundo o mais rápido possível ... a Alemanha estará perdida!" 
e 
"A nação não vive para a economia, para os líderes econômicos, ou para as teorias econômicas ou financeiras; pelo contrário, são as finanças e a economia, os líderes e as teorias econômicas, que devem existir para a luta pela autonomia e autoafirmação da nossa nação."
A Alemanha já estava rapidamente se rearmando e militarizando antes de 1936. No entanto, foi em seu memorando de 1936 que Hitler deixou claro que esperava que a guerra fosse iminente. Ele argumentou que a economia alemã "deve estar preparada para a guerra dentro de quatro anos". A auto-suficiência deveria ser perseguida de forma mais agressiva, e o povo alemão teria que começar a fazer sacrifícios em seus hábitos de consumo, a fim de permitir que suprimentos de alimentos e matérias-primas fossem utilizados para fins militares. Numa reunião com seus principais conselheiros econômicos em 1937, Hitler insistiu que a população da Alemanha havia crescido a ponto de a nação logo se tornar incapaz de se alimentar, então a guerra pela conquista do Lebensraum na Europa Oriental devia ser travada o mais rápido possível. Portanto, se a política de rearmamento causou problemas econômicos, a resposta seria aprofundar essa política ainda mais, para que a Alemanha ficasse pronta para a guerra mais rápido, ao invés de reduzir os gastos militares. Vendo que Hitler havia assumido essa posição, Schacht renunciou ao cargo de Ministro da Economia em novembro de 1937, e a administração da economia passou efetivamente para Hermann Göring.

### Debates entre historiadores
Um grande debate entre historiadores sobre a relação entre a economia alemã antes da guerra e a tomada de decisões de política externa foi feito no final dos anos 80, quando o historiador Timothy Mason alegou que uma crise econômica havia causado uma "fuga para a guerra" em 1939. Mason argumentou que a classe operária alemã era contra a ditadura nazista na superaquecida economia alemã do final da década de 1930. No entanto, a tese de Mason foi contestada pelo historiador Richard Overy, que escreveu que os problemas econômicos da Alemanha não poderiam explicar a agressão contra a Polônia e que as razões para a eclosão da guerra foram escolhas ideológicas feitas pela liderança nazista. Para Overy, o problema com a tese de Mason era que ela se baseava em suposições ausentes em registros. Overy argumentou que havia uma diferença entre as pressões econômicas induzidas pelos problemas do Plano de Quatro Anos e os motivos econômicos para a apropriação da indústria, dos materiais e das reservas dos nações vizinhas. Enquanto isso, Adam Tooze argumentou que, a partir de 1939, apesar dos sucessos militares no Ocidente, a economia alemã tornou-se dependente de importações vitais do Oriente. Tooze viu isso como uma razão para Hitler atacar a União Soviética, porque "o Terceiro Reich não tinha a intenção de cair numa espécie de dependência humilhante que a Grã-Bretanha agora ocupava em relação aos Estados Unidos, hipotecando seus ativos e vendendo seus bens e segredos simplesmente para sustentar seu esforço de guerra". Até a Operação Barbarossa, a economia alemã não podia "ficar sem entregas soviéticas de petróleo, grãos e metais". O Plano de Quatro Anos foi discutido no controverso Memorando de Hossbach, que fornece os "minutos" de um dos informes de Hitler. O Plano de Quatro Anos expirou tecnicamente em 1940.

## Economia em tempos de guerra: 1939-1945

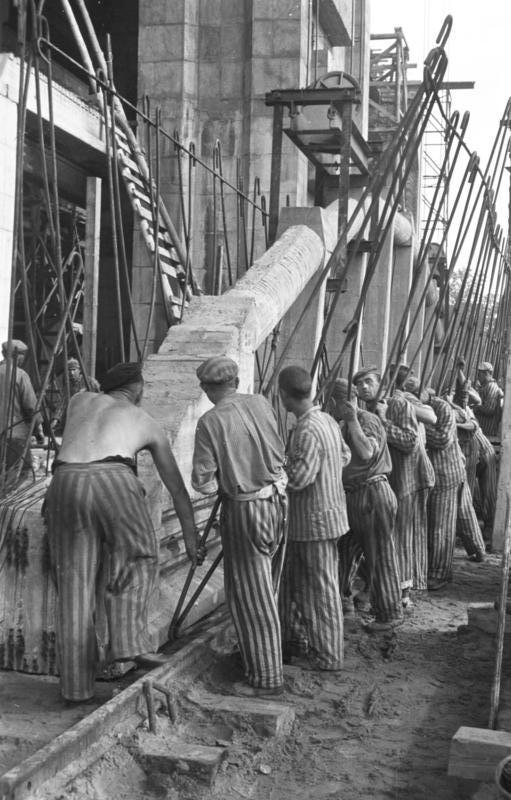
Uma fábrica de submarinos em Bremen, utilizando prisioneiros como força de trabalho.

### Condições iniciais
O início da guerra resultou num bloqueio britânico que restringiu seriamente o acesso alemão aos mercados mundiais. Petróleo, açúcar, café, chocolate e algodão eram todos extremamente escassos. A Alemanha usou a gaseificação do carvão para substituir as importações de petróleo de forma limitada e contou com campos de petróleo romenos em Ploiesti. A Alemanha dependia da Suécia para a maioria de sua produção de minério de ferro e confiava na Espanha e em Portugal para fornecer tungstênio. A Suíça continuou a negociar com a Alemanha e foi muito útil como um país neutro. Até a declaração de guerra à União Soviética, o Terceiro Reich recebia grandes quantidades de grãos e matérias-primas da URSS, que eles pagavam com máquinas industriais, armas e até desenhos alemães para um navio de guerra. Na primavera de 1940, a União Soviética pediu duas fábricas de produtos químicos como compensação pelas matérias-primas. O governo alemão recusou, por insistência dos militares.
O racionamento foi introduzido para os consumidores alemães em 1939. No entanto, enquanto a Grã-Bretanha imediatamente colocou sua economia em pé de guerra assim que o conflito começou, enquanto que a Alemanha resistiu a medidas equivalentes até mais tarde na guerra. Por exemplo, os nazistas estavam relutantes em aumentar os impostos de cidadãos alemães para pagar pela guerra, de modo que a principal taxa de imposto de renda em 1941 era de 13,7% na Alemanha, contra 23,7% na Grã-Bretanha. O governo alemão, em vez disso, financiou grande parte do seu esforço militar através da pilhagem, especialmente saqueando a riqueza dos cidadãos judeus e afins, tanto no território nacional como nos territórios conquistados.

### Uso de territórios conquistados
Durante a guerra, quando a Alemanha adquiriu novos territórios (seja por anexação direta ou pela instalação de governos subordinados em países derrotados), esses novos territórios foram forçados a vender matérias-primas e produtos agrícolas a compradores alemães a preços extremamente baixos. A política de lebensraum de Hitler enfatizava fortemente a conquista de novas terras no Oriente e a exploração dessas terras para fornecer mercadorias baratas à Alemanha. Na prática, no entanto, a intensidade dos combates na Frente Oriental e a política soviética de terra queimada significava que os alemães encontravam pouco que pudessem usar e, por outro lado, uma grande quantidade de mercadorias fluía para a Alemanha de terras conquistadas no Ocidente. Por exemplo, dois terços de todos os trens franceses em 1941 foram usados para transportar mercadorias para a Alemanha. A Noruega perdeu 20% de sua renda nacional em 1940 e 40% em 1943.
A política fiscal também foi direcionada para a exploração dos países conquistados, dos quais o capital seria reunido para investimentos alemães. Bancos geridos por alemães, como o Bank Emisyjny w Polsce, foram criados para administrar economias locais. A destruição causada pela guerra, no entanto, significava que os territórios conquistados nunca foram tão produtivos quanto a Alemanha esperava. As cadeias de fornecimento agrícolas entraram em colapso, em parte devido à destruição da guerra e em parte devido ao bloqueio britânico que impediu a importação de fertilizantes e outras matérias-primas de fora da Europa. A colheita de grãos na França em 1940 foi menos da metade do que havia sido em 1938. Os rendimentos de grãos também caíram (em comparação com os níveis pré-guerra) na própria Alemanha, assim como na Hungria e nos ocupados Países Baixos e Iugoslávia. As importações de grãos alemães da Iugoslávia e da Hungria caíram quase 3 milhões de toneladas, e isso só pôde ser parcialmente compensado pelo aumento das entregas da Romênia. O carvão e o petróleo também estavam em falta, mais uma vez porque a Alemanha não podia acessar fontes fora da Europa. O suprimento de petróleo da Alemanha, crucial para o esforço de guerra, dependia em grande parte das importações anuais de 1,5 milhão de toneladas de petróleo, principalmente da Romênia. Embora a Alemanha tenha confiscado o suprimento de petróleo dos estados conquistados - por exemplo, reduzindo o da França para apenas 8% de seu consumo de petróleo antes da guerra - isso ainda não era suficiente para as necessidades da guerra. A escassez aguda de combustível forçou os militares alemães a reduzir o treinamento de seus motoristas e pilotos, porque o treinamento seria um desperdício de combustível. Os soviéticos e os americanos tinham relatórios precisos do suprimento de petróleo da Alemanha, mas se recusavam a acreditar que o governo nazista correria o risco de iniciar uma guerra com tão pouca segurança de combustível, então supuseram que a Alemanha devia ter uma grande quantidade de suprimentos bem escondidos e eles não foram capazes de detectar. A Alemanha também tinha um problema com o carvão, embora neste caso a questão não fosse a falta de quantidade, mas a incapacidade de extraí-lo e transportá-lo para onde ele era necessário rápido o suficiente. As ferrovias haviam sido seriamente danificadas pela guerra, e os mineradores de carvão nos territórios ocupados reduziram drasticamente sua produtividade em comparação aos níveis anteriores à guerra. Esta foi, em parte, uma sabotagem intencional por parte dos mineiros, que desejavam prejudicar o esforço de guerra alemão. Mas também foi em parte devido à falta de nutrição adequada, pois os alimentos de seus países foram redirecionados para a Alemanha. Em 1942, após a morte do ministro dos Armamentos Fritz Todt, Hitler nomeou Albert Speer como seu substituto. Os historiadores afirmam há muito tempo que os crescentes fardos da guerra levaram a Alemanha a uma economia de guerra plena sob a liderança eficiente de Speer. No entanto, o historiador Richard Overy afirma que este é um mito baseado nas frágeis conclusões do Strategic Bombing Survey, que contou com as opiniões de um oficial alemão do Escritório de Estatísticas da Alemanha, Ralf Wagenfuhr. Wagenfuhr estava num cargo baixo demais para estar ciente da tomada de decisões que ocorriam em cargos mais altos. Overy mostra que os militares e a liderança nazista eram particularmente preocupados em preparar a economia para a guerra total, pois achavam que a Primeira Guerra Mundial tinha sido perdida na Frente Interna.

### Trabalho forçado
Mesmo antes da guerra, a Alemanha nazista já possuía trabalho escravo. "Indesejáveis", como os sem-teto, homossexuais e supostos criminosos, bem como dissidentes políticos, comunistas, judeus e qualquer outra pessoa que o regime quisesse foram aprisionados em campos de trabalho forçado. Prisioneiros de guerra e civis foram trazidos para a Alemanha a partir de territórios ocupados após a invasão alemã na Polônia. O trabalho necessário para a economia de guerra alemã foi fornecido pelo novo sistema de campos de trabalho forçado, servindo como um dos principais instrumentos do terror nazista. Historiadores estimam que cerca de 5 milhões de cidadãos poloneses (incluindo judeus poloneses) passaram por eles. Na Polônia após a ocupação alemã, a rede de campos de trabalho escravo continha 457 complexos com dezenas de campos subsidiários espalhados por uma ampla área. No campo de concentração de Gross-Rosen (ao qual poloneses foram trazidos da parte anexada da Polônia), o número de subcampos era de noventa e sete. Sob Auschwitz, Birkenau e Auschwitz III (Monowitz), com milhares de prisioneiros cada, o número de acampamentos satélites era de quarenta e oito (48). O campo de concentração de Stutthof tinha 40 (quarenta) subcampos oficiais e 105 subcampos em operação, alguns até Elbląg, Bydgoszcz e Toruń, a 200 km do acampamento principal. A Deutsche Reichsbahn adquiriu uma nova infra-estrutura na Polônia, no valor de mais de 8 278 600 000 złoty, incluindo algumas das maiores fábricas de locomotivas na Europa, o H. Cegielski - Poznań (que passou a se chamar DWM), e Fablok em Chrzanów (que passou a se chamar Oberschlesische Lokomotivwerke Krenau) bem como a fábrica de peças de locomotivas Babcock-Zieleniewski em Sosnowiec (que passou a se chamar Ferrum AG) mais tarde encarregada de fabricar peças para os foguetes V-1 e V-2. Sob a nova gestão, empresas anteriormente polonesas começaram a produzir os motores alemães BR44, BR50 e BR86 já em 1940 com o uso de trabalho escravo.
Centenas de milhares de pessoas nos territórios ocupados foram utilizadas como mão de obra escrava pelas principais empresas alemãs, incluindo a Thyssen, Krupp, IG Farben, Bosch, Blaupunkt, Daimler-Benz, Demag, Henschel, Junkers, Messerschmitt, Philips, Siemens e Volkswagen. Em 1944, o trabalho escravo constituía um quarto da força de trabalho total da Alemanha, e a maioria das fábricas alemãs tinha um contingente de prisioneiros. Nas áreas rurais, a escassez de mão de obra agrícola era preenchida por trabalhos forçados de pessoas provenientes dos territórios ocupados na Polônia e na União Soviética. Os filhos desses trabalhadores eram indesejados na Alemanha, e geralmente eram mortos em centros especiais conhecidos como Ausländerkinder-Pflegestätte.

### Produção em tempos de guerra
A proporção de gastos militares na economia alemã começou a crescer rapidamente após 1942, quando o governo nazista foi forçado a dedicar mais recursos econômicos do país para combater uma guerra perdida. Fábricas civis foram convertidas para uso militar e colocadas sob administração militar. A partir de meados de 1943, a Alemanha mudou para uma economia de guerra completa, supervisionada por Albert Speer. No final de 1944, quase toda a economia alemã era dedicada à produção militar. O resultado foi um aumento dramático da produção militar, com um aumento de 2 a 3 vezes de bens vitais, como tanques e aviões, apesar da intensificação da campanha aérea dos Aliados e da perda de território e fábricas. Restaurantes e outros serviços foram fechados para focar a economia alemã nas necessidades militares. Com exceção da munição para o exército, o aumento na produção foi insuficiente para se igualar aos Aliados em qualquer categoria de produção. Parte da produção foi movida para o subsolo em uma tentativa de colocá-la fora do alcance dos bombardeiros Aliados.
A partir do final de 1944, os bombardeios Aliados estavam destruindo fábricas e cidades alemãs em um ritmo acelerado, levando ao colapso final da economia de guerra alemã em 1945 (Stunde Null). A comida ficou drasticamente escassa. A produção de combustível sintético caiu 86% em oito meses, a produção de explosivos foi reduzida em 42% e a produção de tanques diminuiu 35%. A campanha de bombardeios dos Aliados também deslocou valiosa mão-de-obra, com Albert Speer (ministro de Armamentos da Alemanha) estimando que no verão de 1944 entre 200 000 e 300 000 homens estivessem permanentemente empregados na reparação de instalações de petróleo e transferindo a produção de petróleo para o subsolo.